# علیرضا فغانی
علیرضا فغانی (زادهٔ ۱ فروردین ۱۳۵۷ در کاشمر) داور بین‌المللی فوتبال اهل ایرانی مقیم استرالیا است که در ای-لیگ استرالیا داوری می‌کند.
فغانی در لیگ برتر خلیج فارس داوری می‌کرد. او داور مسابقاتی مانند دیدار رفت فینال لیگ قهرمانان آسیا ۲۰۱۴، دیدار فینال جام ملت‌های آسیا ۲۰۱۵، دیدار فینال جام باشگاه‌های جهان ۲۰۱۵ و فینال جام جهانی باشگاه‌ها ۲۰۲۵، دیدار نهایی فوتبال المپیک ۲۰۱۶ ریو، دیدار نیمه‌نهایی جام کنفدراسیون‌ها ۲۰۱۷ و دیدار رده‌بندی جام جهانی ۲۰۱۸ بوده است. فغانی در ایران نیز پیشینهٔ داوری در فینال جام حذفی فوتبال ایران ۱۳۹۰ و شهرآورد تهران را دارد همچنین در سال ۲۰۲۰ به عنوان بهترین داور قاره آسیا شناخته شد.
علیرضا فغانی از سال ۲۰۰۸ وارد فهرست داوران بین‌المللی شد و برای داوری مسابقات جام جهانی فوتبال ۲۰۱۸ از سوی فیفا انتخاب شد و نخستین داوری خود در جام جهانی را در بازی بین تیم ملی فوتبال آلمان و تیم ملی فوتبال مکزیک در ۲۷ خرداد ۱۳۹۷ انجام داد و با کسب ۴٫۸۴ امتیاز در صدر جدول داوران جام جهانی قرار گرفت. علیرضا فغانی از آغاز سال ۲۰۲۳ به عنوان یکی از داوران استرالیایی به فعالیت داوری ادامه می‌دهد.
پدرش محمد فغانی، داور فوتبال بوده و برادر او، محمدرضا نیز داوری می‌کند. او سال‌ها کمک‌داور بود و به اصرار پدر، داور شد.
علیرضا فغانی به‌عنوان بازیکن فوتبال، در تیم نوجوانان باشگاه فوتبال بانک ملی تهران حضور داشت و پیشینه بازی در تیم‌های لیگ دسته دوم فوتبال ایران مانند شهاب خودرو، اتکا، و نیروی زمینی را دارد اما از آنجا که مسئولان آن دوره فدراسیون فوتبال اعلام کردند که کسی نمی‌تواند همزمان هم داور و هم بازیکن باشد فغانی داوری را به بازیکن بودن ترجیح داد.
فغانی در ۲۴ شهریور ۱۳۹۸ برای زندگی و تحصیل فرزندانش به استرالیا مهاجرت کرد و رسماً داور لیگ برتر استرالیا شد.
علیرضا فغانی برای قضاوت شهرآورد ۹۶ بین پرسپولیس و استقلال در جام حذفی فوتبال ایران و برای چند بازی آخر لیگ برتر خلیج فارس در تیر ۱۴۰۰ به ایران بازگشت.
او در تاریخ ۲۲ تیر ۱۴۰۴ فینال جام جهانی باشگاه‌ها ۲۰۲۵ در ورزشگاه متلایف واقع در شهر نیوجرسی بین تیم‌های چلسی و پاری‌سن‌ژرمن برگزار شد. در مراسم اختتامیه داوران مسابقه مورد تقدیر قرار گرفتند و دونالد ترامپ مدال علیرضا فغانی داور بازی را به گردن او انداخت و لحظاتی با او خوش‌ و بش کرد. این دیدار کوتاه و گفت‌وگوی دوستانه ترامپ با فغانی با موجی از انتقاد  توسط عده ای از مردم و رسانه‌های جمهوری اسلامی همراه شد.

## بازی تراکتورسازی و نفت تهران
این دیدار حساس به نوعی فینال لیگ برتر فصل ۹۴–۱۳۹۳ محسوب می‌شد که با پیروزی هر یک از این دو تیم بر یکدیگر، آن تیم برای نخستین بار قهرمان لیگ می‌شد. این دیدار با اشتباهات داوری علیرضا فغانی به جنجال کشیده شد. اتفاقات جنجالیِ این دیدار بعد اشتباه در یک صحنهٔ مشکوک به پنالتی روی بازیکن تراکتورسازی و اخراج آندرانیک تیموریان توسط داور مسابقه، علیرضا فغانی، اتفاق افتاد. پس از این اخراج و در حالی که تراکتور ۳ بر ۱ از نفت پیش بود، بازی به تساوی ۳–۳ کشید و قهرمانی از دست این دو تیم به دست سپاهان افتاد. بعدتر کارشناسان داوری اعلام کردند که داور در این بازی اشتباهات تأثیرگذاری داشته است. اتفاقات جمعهٔ تبریز پای سیاست‌مداران کشور را به این موضوع باز کرد و چند روز در صدر اخبار مهم ورزشی ایران و جهان قرار گرفت و در آخر رئیس‌جمهور قول رسیدگی به واقعهٔ روز جمعه را به مردم استان آذربایجان داد.

## شهرآورد تهران
علیرضا فغانی در تیم داوری ۹ شهرآورد تهران حضور داشته است. در شش دربی داور وسط بوده و در سه دربی داور چهارم بازی بوده است.
فغانی با شش بار داوری شهرآورد تهران پس از هفت داوری محسن ترکی در رده دوم داوران از نظر داوری این بازی مهم قرار دارد:
| شش بازی که داور وسط بوده است   |                 |                                                          |                                                                          |
| دربی                           | تاریخ           | نتیجه بازی                                               | گروه داوری                                                               |
| شماره ۹۶                       | ۲۴ تیر ۱۴۰۰     | استقلال ۰ - پرسپولیس ۰ - (پنالتی) استقلال ۴ - پرسپولیس ۳ | علیرضا فغانی – محمدرضا منصوری – محمد رضا ابوالفضلی – محمد حسین زاهدی فرد |
| شماره ۸۹                       | ۵ مهر ۱۳۹۷      | استقلال ۰ - پرسپولیس ۰                                   | علیرضا فغانی -- محمدرضا منصوری -- رحیم شاهین -- سید رضا مهدوی            |
| شماره ۸۷                       | ۱۰ اسفند ۱۳۹۶   | استقلال ۱ - پرسپولیس ۰                                   | علیرضا فغانی -- رضا سخندان -- محمدرضا منصوری -- موعود بنیادی‌فر           |
| شماره ۸۵                       | ۲۴ بهمن ۱۳۹۵    | استقلال ۳ - پرسپولیس ۲                                   | علیرضا فغانی -- محمدرضا منصوری -- سعید علی‌نژادیان -- اشکان خورشیدی       |
| شماره ۸۴                       | ۲۶ شهریور ۱۳۹۵  | استقلال ۰ - پرسپولیس ۰                                   | علیرضا فغانی -- رضا سخندان -- محمدرضا منصوری -- بیژن حیدری               |
| شماره ۷۸                       | ۱۵ شهریور ۱۳۹۲  | استقلال ۰ - پرسپولیس ۰                                   | علیرضا فغانی -- رضا سخندان -- رسول فروغی -- یداله جهانبازی               |
| شماره ۷۵                       | ۱۳ بهمن ۱۳۹۰    | استقلال ۲ - پرسپولیس ۳                                   | علیرضا فغانی -- حسن کامرانی‌فر -- رضا سخندان -- سعید بخشی‌زاده             |
| سه بازی که داور چهارم بوده است |                 |                                                          |                                                                          |
| شماره ۷۹                       | ۲۷ دی ۱۳۹۲      | استقلال ۰ - پرسپولیس ۰                                   | سعید مظفری‌زاده -- حسن کامرانی‌فر -- سعید علی‌نژادیان -- علیرضا فغانی       |
| شماره ۷۱                       | ۱۰ فروردین ۱۳۹۰ | استقلال ۱ - پرسپولیس ۰                                   | محسن ترکی -- حیدر شکور -- رضا سخندان -- علیرضا فغانی                     |
| شماره ۶۹                       | ۱۴ بهمن ۱۳۸۸    | استقلال ۱ - پرسپولیس ۲                                   | سعید مظفری‌زاده -- سعید تقی‌پور -- حسن کامرانی‌فر -- علیرضا فغانی           |

## سمینار داوران جام جهانی ۲۰۱۸
فدراسیون جهانی فوتبال، با ارسال نامه‌ای از علیرضا فغانی به‌عنوان داور وسط دعوت کرد تا در سمینار داوران جام جهانی ۲۰۱۸ شرکت کند. این سمینار، با شرکت ۵۸ داور از سراسر جهان و از ۱۴ تا ۱۸ فروردین ۱۳۹۶ در روسیه برگزار شد.

## جام جهانی

### جام جهانی ۲۰۱۴
حضور به‌عنوان داور چهارم:
- برزیل – کرواسی (گروه A)
- کلمبیا – یونان (گروه C)
- بلژیک – الجزایر (گروه H)
- اروگوئه – انگلستان (گروه D)
- کرهٔ جنوبی – الجزایر (گروه H)
- انگلستان – کاستاریکا (گروه D)
- فرانسه – نیجریه (یک‌هشتم نهایی)

### جام جهانی ۲۰۱۸
علیرضا فغانی به همراه دو کمک خود (رضا سخندان و محمدرضا منصوری) در جام جهانی روسیه بازی‌های زیر را داوری کردند.
| جام جهانی فوتبال ۲۰۱۸ – روسیه | جام جهانی فوتبال ۲۰۱۸ – روسیه | جام جهانی فوتبال ۲۰۱۸ – روسیه | جام جهانی فوتبال ۲۰۱۸ – روسیه |
| تاریخ                         | مسابقه                        | شهر                           | مرحله                         |
| ----------------------------- | ----------------------------- | ----------------------------- | ----------------------------- |
| ۱۷ ژوئن ۲۰۱۸                  | آلمان – مکزیک                 | مسکو                          | گروهی                         |
| ۲۷ ژوئن ۲۰۱۸                  | صربستان – برزیل               | مسکو                          | گروهی                         |
| ۳۰ ژوئن ۲۰۱۸                  | فرانسه – آرژانتین             | کازان                         | یک‌هشتم                        |
| ۱۴ ژوئیه ۲۰۱۸                 | بلژیک – انگلستان              | سن پترزبورگ                   | رده‌بندی                       |

### جام جهانی ۲۰۲۲
علیرضا فغانی به همراه دو کمک خود (محمدرضا ابوالفضلی و محمدرضا منصوری) در جام جهانی قطر بازی‌های زیر را داوری کردند.
| جام جهانی فوتبال ۲۰۲۲ – قطر | جام جهانی فوتبال ۲۰۲۲ – قطر | جام جهانی فوتبال ۲۰۲۲ – قطر | جام جهانی فوتبال ۲۰۲۲ – قطر |
| تاریخ                       | مسابقه                      | شهر                         | مرحله                       |
| --------------------------- | --------------------------- | --------------------------- | --------------------------- |
| ۲۴ نوامبر ۲۰۲۲              | برزیل– صربستان              | لوسیل                       | گروهی                       |
| ۲۸ نوامبر ۲۰۲۲              | پرتغال– اروگوئه             | لوسیل                       | گروهی                       |

علیرضا فغانی در دقیقه ۸۹ بازی پرتغال و اروگوئه که با نتیجهٔ ۱–۰ به سود پرتغال در جریان بود، با کمک VAR برخورد شوت برونو فرناندز به دست خوزه خیمنز را پنالتی تشخیص داد و این پنالتی توسط خود فرناندز به گل تبدیل شد تا نتیجه بازی ۲–۰ به سود پرتغال شود. این صحنه به زعم کارشناسان داوری پنالتی نبود و جنجالی در فضای داوری جام جهانی ایجاد کرد. بعد از بازی نیز دیگو آلونسو سرمربی اروگوئه انتقادهای تندی علیه داور ایرانی بر زبان آورد. اشتباه فغانی شاید در درون آن بازی و نتیجه آن زیاد تأثیرگذار نبود اما این اشتباه زمانی پررنگتر دیده شد که در هفته آخر مرحله گروهی تیم ملی اروگوئه دربازی آخر خود از دقیقه۳۴ با دوگل آراسکائتا جلوی تیم ملی غنا ۰–۲ پیش افتاده بود و با یک امتیازی که از تساوی ۰–۰ با کره‌جنوبی داشت ۴امتیازی شده بود. کره‌جنوبی که بازی دوم خود مقابل غنا را ۲–۳ واگذار کرده بود نیز بازی آخر گروهی تیم ملی فوتبال پرتغال را با اندوخته یک امتیازی آغاز کرد، هورتا در دقیقه ۵ موفق به باز کردن دروازه کره می‌شود و یونگ‌گوون نیز دقیقه۲۷ بازی را برای کره ۱–۱ می‌کند در نهایت در دقیقه ۹۱ هی‌چان موفق به زدن گل دوم کره می‌شود و کره سه امتیاز مقابل تیم ملی فوتبال پرتغال را کسب می‌کند. حال کره نیز همانند اروگوئه ۴ امتیازی شده بود و تفاضل هر دو تیم نیز روی عدد صفر با هم برابر بود اما کره بخاطر گل‌زده بیشتر نسبت به اروگوئه برتری داشت و با وجود این نتایج صعود کننده دوم گروه H تیم ملی فوتبال کره جنوبی می‌شد و اروگوئه باید جام را ترک می‌کرد. اروگوئه برای حذف نشدن باید در مقابل غنا گل سوم را به ثمر می‌رساند تا تفاضلش را ۱+ کند اما موفق به این کار نمی‌شود و این دو بازی با همان نتایج به پایان می‌رسد و اروگوئه در گروه H بخاطر گل‌زده کمتر تیم سوم می‌شود. در این لحظه اشتباه علیرضا فغانی مورد توجه بیشتری قرار می‌گیرد چون اگر وی به اشتباه آن پنالتی را اعلام نمی‌کرد اروگوئه با همان برد ۰–۲ مقابل تیم ملی فوتبال غنا نیز می‌توانست صعود کننده باشد.
درنهایت به دلیل حذف تیم ملی فوتبال اروگوئه بر اثر اشتباه فغانی، او شانس قضاوت در ادامه مسابقات جام جهانی را از دست داد و دوحه را ترک کرد.

## جام ملت‌های آسیا

### جام ملت‌های آسیا ۲۰۱۵
| تاریخ        | مسابقه              | شهر    | مرحله         |
| ------------ | ------------------- | ------ | ------------- |
| ۲۳ دی ۱۳۹۳   | عربستان سعودی– چین  | کانبرا | گروهی         |
| ۲۰ دی ۱۳۹۳   | کویت- کره جنوبی     | بریزبن | گروهی         |
| ۳ بهمن ۱۳۹۳  | ژاپن – امارت        | سیدنی  | یک‌چهارم نهایی |
| ۱۱ بهمن ۱۳۹۳ | کره جنوبی– استرالیا | سیدنی  | فینال         |

### جام ملت‌های آسیا ۲۰۱۹
علیرضا فغانی به همراه دو کمک خود رضا سخندان و محمدرضا منصوری در جام ملت‌های آسیا ۲۰۱۹ داوری کردند.
| تاریخ      | مسابقه           | شهر    | مرحله  |
| ---------- | ---------------- | ------ | ------ |
| ۱۹ دی ۱۳۹۷ | ژاپن – ترکمنستان | ابوظبی | گروهی  |
| ۳۰ دی ۱۳۹۷ | اردن – ویتنام    | دبی    | یک‌هشتم |

### جام ملت‌های آسیا ۲۰۲۳
با اعلام کنفدراسیون فوتبال آسیا علیرضا فغانی دیدار افتتاحیه جام ملت‌های آسیا ۲۰۲۳ به نمایندگی از فدراسیون فوتبال استرالیا قضاوت کرد.
| تاریخ       | مسابقه      | ورزشگاه | مرحله  |
| ----------- | ----------- | ------- | ------ |
| ۲۲ دی ۱۴۰۲  | قطر – لبنان | لوسیل   | گروهی  |
| ۹ بهمن ۱۴۰۲ | عراق – اردن | خلیفه   | یک‌هشتم |

اخراج ایمن حسین بازیکن تیم ملی فوتبال عراق در بازی مقابل اردن در مرحله یک‌هشتم نهایی این بازی‌ها باعث خشم هواداران عراقی شد. تا جاییکه اطلاعات شخصی فغانی مانند شماره تلفن و آدرس محل زندگی او را پخش و او را تهدید به مرگ کردند. حتی برادر او محمدرضا نیز تهدید شد.

## جام کنفدراسیون‌ها

### جام کنفدراسیون‌ها ۲۰۱۷
| تاریخ        | مسابقه        | شهر   | مرحله     |
| ------------ | ------------- | ----- | --------- |
| ۲۲ ژوئن ۲۰۱۷ | آلمان – شیلی  | کازان | گروهی     |
| ۲۸ ژوئن ۲۰۱۷ | پرتغال – شیلی | کازان | نیمه‌نهایی |

## جام باشگاه‌های جهان

### جام باشگاه‌های جهان ۲۰۱۲
حضور به‌عنوان داور چهارم:
- سانفریس هیروشیما و اوکلند سیتی (پلی-آف یک‌چهارم نهایی)
- سانفریس هیروشیما و الاهلی مصر (یک‌چهارم نهایی)
- الاهلی مصر و کورینتیانس (نیمه‌نهایی)
- باشگاه مونتری و چلسی (نیمه‌نهایی)
- کورینتیانس و چلسی (فینال)

### جام باشگاه‌های جهان ۲۰۱۳
| تاریخ          | مسابقه                            | شهر    | مرحله         |
| -------------- | --------------------------------- | ------ | ------------- |
| ۱۴ دسامبر ۲۰۱۳ | رجا کازابلانکا – مونتری           | اگادیر | یک‌چهارم نهایی |
| ۲۱ دسامبر ۲۰۱۳ | گوانگ‌ژو اورگراند – اتلتیکو مینیرو | مراکش  | رده‌بندی       |

### جام باشگاه‌های جهان ۲۰۱۵
| تاریخ          | مسابقه                | شهر      | مرحله           |
| -------------- | --------------------- | -------- | --------------- |
| ۱۶ دسامبر ۲۰۱۵ | آمریکا – مازمبه کنگو  | اوساکا   | بازی مقام پنجمی |
| ۲۰ دسامبر ۲۰۱۵ | ریور پلاته – بارسلونا | یوکوهاما | فینال           |

### جام جهانی باشگاه‌ها ۲۰۲۵
علیرضا فغانی پس از قضاوت در دیدار افتتاحیه این مسابقات و دو باری دیگر از مرحله گروهی و حذفی این رقابت‌ها، از سوی فیفا به عنوان داور دیدار فینال جام جهانی باشگاه‌ها ۲۰۲۵ انتخاب شد.
| تاریخ         | مسابقه                     | شهر          | مرحله          |
| ------------- | -------------------------- | ------------ | -------------- |
| ۱۴ ژوئن ۲۰۲۵  | الاهلی مصر – اینتر میامی   | میامی گاردنز | گروهی/افتتاحیه |
| ۲۰ ژوئن ۲۰۲۵  | بایرن مونیخ – بوکا جونیورز | میامی گاردنز | گروهی          |
| ۴ ژوئیه ۲۰۲۵  | چلسی – پالمیراس            | فیلادلفیا    | یک‌چهارم نهایی  |
| ۱۳ ژوئیه ۲۰۲۵ | چلسی – پاری سن ژرمن        | نیوجرسی      | فینال          |

## المپیک تابستانی

### المپیک ریو ۲۰۱۶
| تاریخ       | مسابقه          | شهر             | مرحله |
| ----------- | --------------- | --------------- | ----- |
| ۱۰ اوت ۲۰۱۶ | برزیل – دانمارک | سالوادور، باهیا | گروهی |
| ۴ اوت ۲۰۱۶  | آلمان – مکزیک   | سالوادور، باهیا | گروهی |
| ۲۰ اوت ۲۰۱۶ | برزیل – آلمان   | ریو دو ژانیرو   | فینال |

## جام بین قاره‌ای

### جام بین قاره‌ای فیفا ۲۰۲۴
| تاریخ          | مسابقه          | شهر  | مرحله |
| -------------- | --------------- | ---- | ----- |
| ۱۴ دسامبر ۲۰۲۴ | الاهلی – پاچوکا | دوحه | پلی‌آف |

## جام عرب

### جام عرب ۲۰۲۱
| تاریخ          | مسابقه          | شهر    | مرحله      |
| -------------- | --------------- | ------ | ---------- |
| ۳۰ نوامبر ۲۰۲۱ | موریتانی – تونس | الریان | گروهی      |
| ۷ دسامبر ۲۰۲۱  | اردن – فلسطین   | دوحه   | گروهی      |
| ۱۵ دسامبر ۲۰۲۱ | مصر – تونس      | دوحه   | نیمه نهایی |